# Lozuvatka, Oleksandria
Lozuvatka (în ucraineană Лозуватка) este un sat în așezarea urbană Nova Praha din raionul Oleksandria, regiunea Kirovohrad, Ucraina.

## Demografie
Componența lingvistică a localității Lozuvatka
     Ucraineană (97,84%)
     Rusă (2,16%)
Conform recensământului din 2001, majoritatea populației localității Lozuvatka era vorbitoare de ucraineană (97,84%), existând în minoritate și vorbitori de rusă (2,16%).